# 메라 (DC 코믹스)

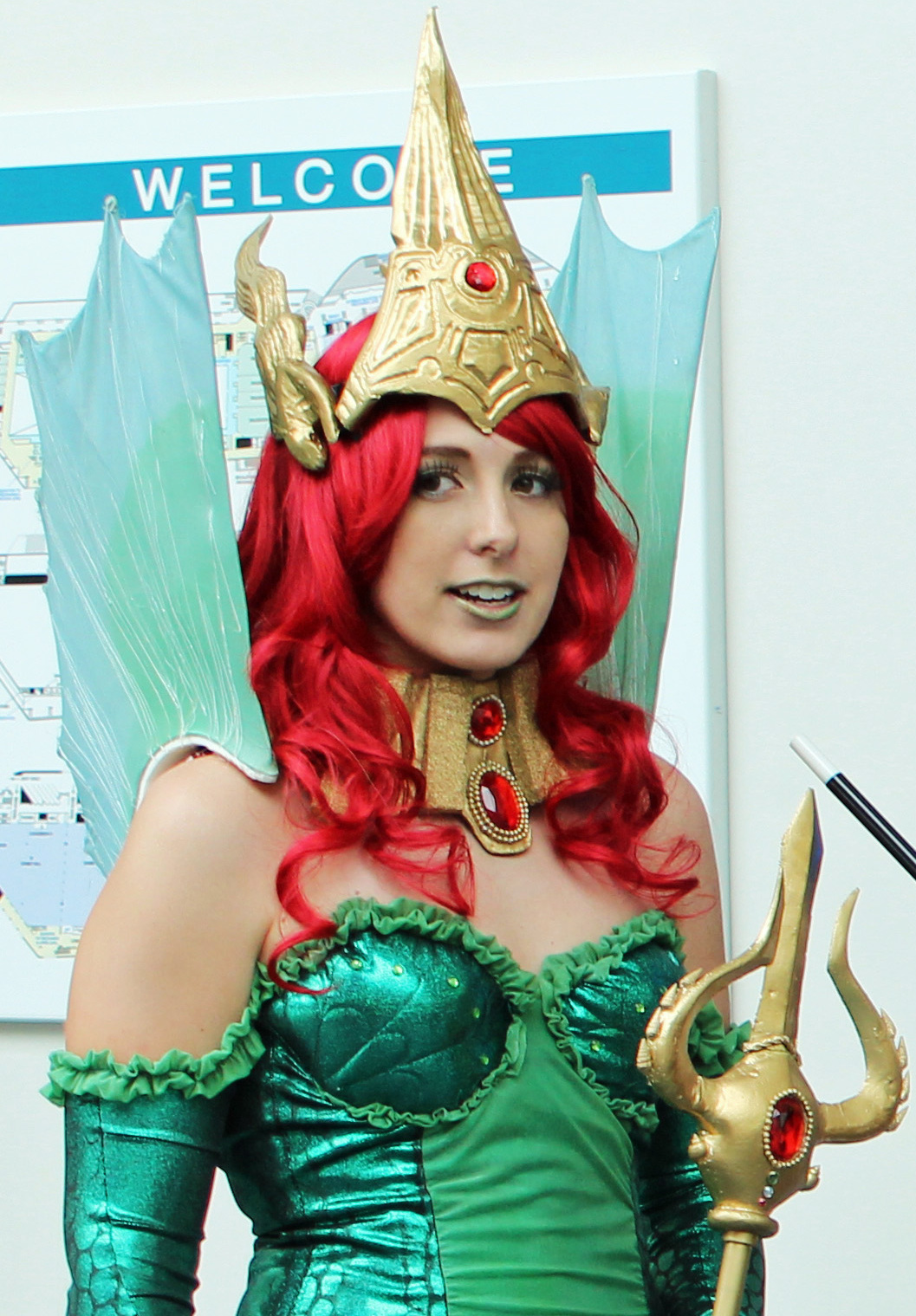

메라(Mera)는 DC 코믹스의 슈퍼히어로 캐릭터로, 아쿠아맨의 연인이며 아틀란티스의 여왕이다. 1963년 9월 《아쿠아맨》 11호에 처음 등장했고, 잭 밀러와 닉 카디가 공동 창작하였다. 영화 《저스티스 리그》(2017)에서는 앰버 허드가 메라 역을 맡았다.

## 담당 배우

### TV 드라마
- 스몰빌(2001) - 엘리나 사틴

### 영화
- 저스티스 리그(2017) - 앰버 허드
- 아쿠아맨(2018) - 앰버 허드

## 담당 성우

### TV 애니메이션
- 슈퍼맨/아쿠아맨: 모험의 시간(1967) - 다이앤 매덕스
- 배트맨 더 브레이브(2008) - 시레나 어윈
- 영 저스티스(2010) - 캐스 수시

### 장편 애니메이션
- 저스티스 리그: 아틀란티스의 왕좌(2014) - 수말리 몬타노